# گورکا آریسابالاگا
گورکا آریسابالاگا (اسپانیایی: Gorka Arrizabalaga‎؛ زادهٔ ۱۴ آوریل ۱۹۷۷ ) دوچرخه‌سوار اهل اسپانیا است. وی عضو تیم‌هایی همچون ایوسکالتل-ایوسکادی بوده است.